# Seven de la República 2012
El Seven de la República de 2012 fue la vigésimo-novena edición del torneo de rugby 7 de fin de temporada para uniones regionales afiliadas a la Unión Argentina de Rugby y la vigésimo-tercera en ser organizada en la ciudad de Paraná, Entre Ríos. Se llevó a cabo el 1 y 2 de diciembre de 2012 en El Plumazo, sede del Club Atlético Estudiantes.
Esta temporada fue la primera en incluir un torneo femenino completo de carácter oficial y paralelo en su programación, la cual reunió a las selecciones nacionales de cuatro países sudamericanos: Argentina, Chile, Paraguay y Uruguay.
La Unión de Rugby de Buenos Aires consiguió su duodécimo campeonato al derrotar 24-7 en la final a los anfitriones, la Unión Entrerriana de Rugby, que alcanzaron su primera final desde 1984. El cordobés Joaquín Paz anotó tres tries para Buenos Aires en la final y fue elegido como el  mejor jugador del torneo. Las Águilas 7s fue dirigido por Santiago Gómez Cora y contó con jugadores como Joaquín Díaz Bonilla, Bautista Güemes y Juan Cappiello, entre otros.
La Unión Cordobesa de Rugby y la Unión de Rugby del Paraguay se quedaron con la Copa de Plata y la Copa de Bronce, respectivamente, mientras que el torneo femenino fue ganado por Argentina. El premio Fair Play fue otorgado a la Unión Entrerriana de Rugby.

## Equipos participantes
Participaron del torneo veintiocho equipos: veintitrés uniones provinciales de Argentina, cuatro selecciones sudamericanas invitadas y un seleccionado local suplente. 
| Equipo              | Unión                                                |
| ------------------- | ---------------------------------------------------- |
| Alto Valle          | Unión de Rugby del Alto Valle de Río Negro y Neuquén |
| Andina              | Unión Andina de Rugby                                |
| Buenos Aires        | Unión de Rugby de Buenos Aires                       |
| Chubut              | Unión de Rugby del Valle del Chubut                  |
| Chile               | Federación de Rugby de Chile                         |
| Córdoba             | Unión Cordobesa de Rugby                             |
| Cuyo                | Unión de Rugby de Cuyo                               |
| Entre Ríos          | Unión Entrerriana de Rugby                           |
| Entre Ríos B        | Unión Entrerriana de Rugby                           |
| Formosa             | Unión de Rugby de Formosa                            |
| Jujuy               | Unión Jujeña de Rugby                                |
| Lagos del Sur       | Unión de Rugby de los Lagos del Sur                  |
| Mar del Plata       | Unión de Rugby de Mar del Plata                      |
| Misiones            | Unión de Rugby de Misiones                           |
| Nordeste            | Unión de Rugby del Nordeste                          |
| Oeste               | Unión de Rugby del Oeste de Buenos Aires             |
| Paraguay            | Unión de Rugby del Paraguay                          |
| Perú                | Federación Peruana de Rugby                          |
| Rosario             | Unión de Rugby de Rosario                            |
| Salta               | Unión de Rugby de Salta                              |
| San Juan            | Unión Sanjuanina de Rugby                            |
| San Luis            | Unión Santafesina de Rugby                           |
| Santa Fe            | Unión Santafesina de Rugby                           |
| Santiago del Estero | Unión Santiagueña de Rugby                           |
| Sur                 | Unión de Rugby del Sur                               |
| Tierra del Fuego    | Unión de Rugby de Tierra del Fuego                   |
| Tucumán             | Unión de Rugby de Tucumán                            |
| Uruguay             | Unión de Rugby del Uruguay                           |

En cursiva los seleccionados internacionales invitados.
El segundo conjunto local, Entre Ríos B, fue originalmente invitado con el fin de reunir veintisiete equipos participantes para un formato de nueve grupos de tres equipos, pero fueron reemplazados por Paraguay (quienes regresaron al torneo tras cinco años de ausencia) a menos de dos semanas de comenzar el torneo. Debido a la repentina ausencia de; seleccionado de la Unión de Rugby Austral, Entre Ríos B fueron reintegrados al torneo a última momento.

## Formato
Fase de grupos
Los veintiocho equipos fueron divididos en siete grupos de cuatro equipos cada uno. Cada grupo se resolvió a través del sistema de todos contra todos a una sola ronda; la victoria otorgando 2 puntos, el empate 1 y la derrota 0 puntos.
Los grupos, tradicionalmente, son organizados de acuerdo a la posición final que cada equipo obtuvo en la edición anterior. En este caso, 1° al 7° se les debían asignar las zonas A a la G en orden; del 8° al 14° se les asignaría el orden alterno (de la G a la A) y así sucesivamente con los equipos restantes, mientras que los equipos que no participaron de la edición anterior (en este caso, Chile, Paraguay y Perú) se les asignaban las últimas posiciones. Sin embargo, el ordenamiento cambio múltiples veces semanas antes del comienzo del torneo, con la Unión Argentina de Rugby comunicando a través de un comunicado de prensa una programación que no coincidió con los posicionamientos del Seven de la República 2011.
Fase final
Los ganadores de cada grupo clasificaron a los cuartos de final de la Copa de Oro, mientras que los segundos y terceros clasificaron como mínimo a la Copa de Plata y Bronce, respectivamente. Debido a la cantidad irregular de grupos, los mejores equipos de cada orden de clasificación jugaron la copa de orden superior. Los equipos restantes jugaron partidos de posicionamiento a para definir su clasificación final. Todos los encuentros de esta fase se disputaron a eliminación directa.
Originalmente, tres partidos clasificatorios para decidir los terceros de cada copa habían sido programados para la última tanda de la segunda jornada, pero estos no se llegaron a disputar.

## Fase de grupos

### Zona A
| Pos. | Equipos  | Partidos | Partidos | Partidos | Tantos | Tantos | Tantos | Pts. |
| Pos. | Equipos  | G        | E        | P        | PF     | PC     | DP     | Pts. |
| ---- | -------- | -------- | -------- | -------- | ------ | ------ | ------ | ---- |
| 1.°  | Salta    | 3        | 0        | 0        | 81     | 22     | +59    | 6    |
| 2.°  | Uruguay  | 2        | 0        | 1        | 38     | 22     | +16    | 4    |
| 3.°  | San Juan | 1        | 0        | 2        | 57     | 34     | +23    | 2    |
| 4.°  | Perú     | 0        | 0        | 3        | 22     | 120    | -98    | 0    |

| 1 de diciembre | Salta | 10 - 0  | Uruguay | CA Estudiantes, Paraná |  |
|                |       | Reporte |         |                        |  |

| 1 de diciembre | Uruguay | 10 - 7  | San Juan | CA Estudiantes, Paraná |  |
|                |         | Reporte |          |                        |  |

| 1 de diciembre | San Juan | 38 - 7  | Perú | CA Estudiantes, Paraná |  |
|                |          | Reporte |      |                        |  |

| 1 de diciembre | Perú | 10 - 54 | Salta | CA Estudiantes, Paraná |  |
|                |      | Reporte |       |                        |  |

| 1 de diciembre | Salta | 17 - 12 | San Juan | CA Estudiantes, Paraná |  |
|                |       | Reporte |          |                        |  |

| 1 de diciembre | Uruguay | 28 - 5  | Perú | CA Estudiantes, Paraná |  |
|                |         | Reporte |      |                        |  |

### Zona B
| Pos. | Equipos          | Partidos | Partidos | Partidos | Tantos | Tantos | Tantos | Pts. |
| Pos. | Equipos          | G        | E        | P        | PF     | PC     | DP     | Pts. |
| ---- | ---------------- | -------- | -------- | -------- | ------ | ------ | ------ | ---- |
| 1.°  | Tucumán          | 3        | 0        | 0        | 62     | 17     | +45    | 6    |
| 2.°  | Tierra del Fuego | 2        | 0        | 1        | 26     | 24     | +2     | 4    |
| 3.°  | Sur              | 1        | 0        | 2        | 24     | 31     | -7     | 2    |
| 4.°  | Entre Ríos B     | 0        | 0        | 3        | 5      | 45     | -40    | 0    |

| 1 de diciembre | Tucumán | 19 - 5  | Tierra del Fuego | CA Estudiantes, Paraná |  |
|                |         | Reporte |                  |                        |  |

| 1 de diciembre | Tierra del Fuego | 7 - 5   | Sur | CA Estudiantes, Paraná |  |
|                |                  | Reporte |     |                        |  |

| 1 de diciembre | Sur | 7 - 5   | Entre Ríos B | CA Estudiantes, Paraná |  |
|                |     | Reporte |              |                        |  |

| 1 de diciembre | Entre Ríos B | 0 - 24  | Tucumán | CA Estudiantes, Paraná |  |
|                |              | Reporte |         |                        |  |

| 1 de diciembre | Tucumán | 19 - 12 | Sur | CA Estudiantes, Paraná |  |
|                |         | Reporte |     |                        |  |

| 1 de diciembre | Tierra del Fuego | 14 - 0  | Entre Ríos B | CA Estudiantes, Paraná |  |
|                |                  | Reporte |              |                        |  |

### Zona C
| Pos. | Equipos         | Partidos | Partidos | Partidos | Tantos | Tantos | Tantos | Pts. |
| Pos. | Equipos         | G        | E        | P        | PF     | PC     | DP     | Pts. |
| ---- | --------------- | -------- | -------- | -------- | ------ | ------ | ------ | ---- |
| 1.°  | Sgo. del Estero | 3        | 0        | 0        | 82     | 29     | +53    | 6    |
| 2.°  | Rosario         | 2        | 0        | 1        | 66     | 40     | +26    | 4    |
| 3.°  | Paraguay        | 1        | 0        | 2        | 45     | 73     | -28    | 2    |
| 4.°  | Misiones        | 0        | 0        | 3        | 36     | 87     | -51    | 0    |

| 1 de diciembre | Rosario | 12 - 21 | Sgo. del Estero | CA Estudiantes, Paraná |  |
|                |         | Reporte |                 |                        |  |

| 1 de diciembre | Sgo. del Estero | 33 - 10 | Misiones | CA Estudiantes, Paraná |  |
|                |                 | Reporte |          |                        |  |

| 1 de diciembre | Misiones | 19 - 26 | Paraguay | CA Estudiantes, Paraná |  |
|                |          | Reporte |          |                        |  |

| 1 de diciembre | Paraguay | 12 - 26 | Rosario | CA Estudiantes, Paraná |  |
|                |          | Reporte |         |                        |  |

| 1 de diciembre | Rosario | 28 - 7  | Misiones | CA Estudiantes, Paraná |  |
|                |         | Reporte |          |                        |  |

| 1 de diciembre | Sgo. del Estero | 28 - 7  | Paraguay | CA Estudiantes, Paraná |  |
|                |                 | Reporte |          |                        |  |

### Zona D
| Pos. | Equipos    | Partidos | Partidos | Partidos | Tantos | Tantos | Tantos | Pts. |
| Pos. | Equipos    | G        | E        | P        | PF     | PC     | DP     | Pts. |
| ---- | ---------- | -------- | -------- | -------- | ------ | ------ | ------ | ---- |
| 1.°  | Entre Ríos | 3        | 0        | 0        | 71     | 22     | +49    | 6    |
| 2.°  | Córdoba    | 2        | 0        | 1        | 119    | 40     | +79    | 4    |
| 3.°  | Chile      | 1        | 0        | 2        | 39     | 78     | -39    | 2    |
| 4.°  | Oeste      | 0        | 0        | 3        | 42     | 131    | -89    | 0    |

| 1 de diciembre | Córdoba | 10 - 14 | Entre Ríos | CA Estudiantes, Paraná |  |
|                |         | Reporte |            |                        |  |

| 1 de diciembre | Entre Ríos | 36 - 0  | Oeste | CA Estudiantes, Paraná |  |
|                |            | Reporte |       |                        |  |

| 1 de diciembre | Oeste | 21 - 22 | Chile | CA Estudiantes, Paraná |  |
|                |       | Reporte |       |                        |  |

| 1 de diciembre | Chile | 5 - 36  | Córdoba | CA Estudiantes, Paraná |  |
|                |       | Reporte |         |                        |  |

| 1 de diciembre | Córdoba | 73 - 21 | Oeste | CA Estudiantes, Paraná |  |
|                |         | Reporte |       |                        |  |

| 1 de diciembre | Entre Ríos | 21 - 12 | Chile | CA Estudiantes, Paraná |  |
|                |            | Reporte |       |                        |  |

### Zona E
| Pos. | Equipos       | Partidos | Partidos | Partidos | Tantos | Tantos | Tantos | Pts. |
| Pos. | Equipos       | G        | E        | P        | PF     | PC     | DP     | Pts. |
| ---- | ------------- | -------- | -------- | -------- | ------ | ------ | ------ | ---- |
| 1.°  | Santa Fe      | 3        | 0        | 0        | 72     | 12     | +60    | 6    |
| 2.°  | Mar del Plata | 2        | 0        | 1        | 105    | 17     | +88    | 4    |
| 3.°  | Jujuy         | 1        | 0        | 2        | 19     | 81     | -62    | 2    |
| 4.°  | Andina        | 0        | 0        | 3        | 19     | 105    | -86    | 0    |

| 1 de diciembre | Mar del Plata | 5 - 12  | Santa Fe | CA Estudiantes, Paraná |  |
|                |               | Reporte |          |                        |  |

| 1 de diciembre | Santa Fe | 31 - 7  | Andina | CA Estudiantes, Paraná |  |
|                |          | Reporte |        |                        |  |

| 1 de diciembre | Andina | 12 - 14 | Jujuy | CA Estudiantes, Paraná |  |
|                |        | Reporte |       |                        |  |

| 1 de diciembre | Jujuy | 5 - 40  | Mar del Plata | CA Estudiantes, Paraná |  |
|                |       | Reporte |               |                        |  |

| 1 de diciembre | Mar del Plata | 60 - 0  | Andina | CA Estudiantes, Paraná |  |
|                |               | Reporte |        |                        |  |

| 1 de diciembre | Santa Fe | 29 - 0  | Jujuy | CA Estudiantes, Paraná |  |
|                |          | Reporte |       |                        |  |

### Zona F
| Pos. | Equipos       | Partidos | Partidos | Partidos | Tantos | Tantos | Tantos | Pts. |
| Pos. | Equipos       | G        | E        | P        | PF     | PC     | DP     | Pts. |
| ---- | ------------- | -------- | -------- | -------- | ------ | ------ | ------ | ---- |
| 1.°  | Buenos Aires  | 3        | 0        | 0        | 81     | 7      | +74    | 6    |
| 2.°  | Cuyo          | 2        | 0        | 1        | 91     | 26     | +65    | 4    |
| 3.°  | Lagos del Sur | 1        | 0        | 2        | 19     | 68     | -49    | 2    |
| 4.°  | Formosa       | 0        | 0        | 3        | 5      | 95     | -90    | 0    |

| 1 de diciembre | Buenos Aires | 26 - 7  | Cuyo | CA Estudiantes, Paraná |  |
|                |              | Reporte |      |                        |  |

| 1 de diciembre | Cuyo | 42 - 0  | Formosa | CA Estudiantes, Paraná |  |
|                |      | Reporte |         |                        |  |

| 1 de diciembre | Formosa | 5 - 19  | Lagos del Sur | CA Estudiantes, Paraná |  |
|                |         | Reporte |               |                        |  |

| 1 de diciembre | Lagos del Sur | 0 - 21  | Buenos Aires | CA Estudiantes, Paraná |  |
|                |               | Reporte |              |                        |  |

| 1 de diciembre | Buenos Aires | 34 - 0  | Formosa | CA Estudiantes, Paraná |  |
|                |              | Reporte |         |                        |  |

| 1 de diciembre | Cuyo | 42 - 0  | Lagos del Sur | CA Estudiantes, Paraná |  |
|                |      | Reporte |               |                        |  |

### Zona G
| Pos. | Equipos    | Partidos | Partidos | Partidos | Tantos | Tantos | Tantos | Pts. |
| Pos. | Equipos    | G        | E        | P        | PF     | PC     | DP     | Pts. |
| ---- | ---------- | -------- | -------- | -------- | ------ | ------ | ------ | ---- |
| 1.°  | Chubut     | 2        | 1        | 0        | 68     | 31     | +37    | 5    |
| 2.°  | Nordeste   | 2        | 1        | 0        | 81     | 31     | +50    | 5    |
| 3.°  | San Luis   | 1        | 0        | 2        | 24     | 74     | -50    | 2    |
| 4.°  | Alto Valle | 0        | 0        | 3        | 14     | 51     | -37    | 0    |

| 1 de diciembre | Nordeste | 14 - 7  | Alto Valle | CA Estudiantes, Paraná |  |
|                |          | Reporte |            |                        |  |

| 1 de diciembre | Alto Valle | 0 - 20  | Chubut | CA Estudiantes, Paraná |  |
|                |            | Reporte |        |                        |  |

| 1 de diciembre | Chubut | 24 - 7  | San Luis | CA Estudiantes, Paraná |  |
|                |        | Reporte |          |                        |  |

| 1 de diciembre | San Luis | 0 - 43  | Nordeste | CA Estudiantes, Paraná |  |
|                |          | Reporte |          |                        |  |

| 1 de diciembre | Nordeste | 24 - 24 | Chubut | CA Estudiantes, Paraná |  |
|                |          | Reporte |        |                        |  |

| 1 de diciembre | Alto Valle | 7 - 17  | San Luis | CA Estudiantes, Paraná |  |
|                |            | Reporte |          |                        |  |

## Clasificación a fase final
Debido a la cantidad irregular de grupos, hubo ciertos cambios en la clasificación a la fase final:
- el mejor equipo clasificado 2.° clasifica a la Copa de Oro, junto a los siete ganadores de cada grupo.
- los dos mejores equipos clasificados 3.° clasifican a la Copa de Plata, junto a los seis 2.° restantes.
- los tres mejores equipos clasificados 4.° clasifican a la Copa de Bronce, junto a los cinco 3.° restantes.
- los cuatro equipos clasificados 4.° restantes disputan encuentros de posicionamiento final (25.°-28.°).

| Zona | Equipos          | Tantos | Tantos | Tantos | Pts. |
| Zona | Equipos          | PF     | PC     | DP     | Pts. |
| ---- | ---------------- | ------ | ------ | ------ | ---- |
| G    | Nordeste         | 81     | 31     | +50    | 5    |
| D    | Córdoba          | 119    | 40     | +79    | 4    |
| E    | Mar del Plata    | 105    | 17     | +88    | 4    |
| F    | Cuyo             | 91     | 26     | +65    | 4    |
| C    | Rosario          | 66     | 40     | +26    | 4    |
| A    | Uruguay          | 38     | 22     | +16    | 4    |
| B    | Tierra del Fuego | 26     | 24     | +2     | 4    |

| Zona | Equipos       | Tantos | Tantos | Tantos | Pts. |
| Zona | Equipos       | PF     | PC     | DP     | Pts. |
| ---- | ------------- | ------ | ------ | ------ | ---- |
| A    | San Juan      | 57     | 34     | +23    | 2    |
| B    | Sur           | 24     | 31     | -7     | 2    |
| C    | Paraguay      | 45     | 73     | -28    | 2    |
| D    | Chile         | 39     | 78     | -39    | 2    |
| F    | Lagos del Sur | 19     | 68     | -49    | 2    |
| E    | Jujuy         | 19     | 81     | -62    | 2    |
| G    | San Luis      | 24     | 74     | -50    | 2    |

| Zona | Equipos      | Tantos | Tantos | Tantos | Pts. |
| Zona | Equipos      | PF     | PC     | DP     | Pts. |
| ---- | ------------ | ------ | ------ | ------ | ---- |
| D    | Oeste        | 42     | 131    | -89    | 0    |
| C    | Misiones     | 36     | 87     | -51    | 0    |
| E    | Andina       | 19     | 105    | -86    | 0    |
| G    | Alto Valle   | 14     | 51     | -37    | 0    |
| B    | Entre Ríos B | 5      | 45     | -40    | 0    |
| F    | Formosa      | 5      | 95     | -90    | 0    |
| A    | Perú         | 22     | 120    | -98    | 0    |

|  | \| \| Clasifica a Copa de Oro. \| \| \| Clasifica a Copa de Plata. \| \| \| Clasifica a Copa de Bronce. \| |
|  | Clasifica a Copa de Oro.                                                                                   |
|  | Clasifica a Copa de Plata.                                                                                 |
|  | Clasifica a Copa de Bronce.                                                                                |

## Fase final

### Copa de Oro
|  | Cuartos de final | Cuartos de final    | Cuartos de final |              |         | Semifinales | Semifinales | Semifinales |  |            | Final Oro  | Final Oro | Final Oro |  |
|  |                  |                     |                  |              |         |             |             |             |  |            |            |           |           |  |
|  |                  |                     |                  |              |         |             |             |             |  |            |            |           |           |  |
|  | A                | Salta               | 12               |              |         |             |             |             |  |            |            |           |           |  |
|  | A                | Salta               | 12               |              |         |             |             |             |  |            |            |           |           |  |
|  |                  | Nordeste            | 5                |              |         |             |             |             |  |            |            |           |           |  |
|  |                  | Nordeste            | 5                | Salta        | Salta   | 7           |             |             |  |            |            |           |           |  |
|  |                  |                     |                  | Salta        | Salta   | 7           |             |             |  |            |            |           |           |  |
|  |                  |                     | Entre Ríos       | Entre Ríos   | 14      |             |             |             |  |            |            |           |           |  |
|  | D                | Entre Ríos          | Entre Ríos       | Entre Ríos   | 14      | 17          |             |             |  |            |            |           |           |  |
|  | D                | Entre Ríos          |                  |              |         |             |             |             |  |            |            |           |           |  |
|  | E                | Santa Fe            | 14               |              |         |             |             |             |  |            |            |           |           |  |
|  | E                | Santa Fe            | 14               |              |         |             |             |             |  | Entre Ríos | Entre Ríos | 7         |           |  |
|  |                  |                     |                  |              |         |             |             |             |  | Entre Ríos | Entre Ríos | 7         |           |  |
|  |                  |                     | Buenos Aires     | Buenos Aires | 24      |             |             |             |  |            |            |           |           |  |
|  | B                | Tucumán             | Buenos Aires     | Buenos Aires | 24      | 38          |             |             |  |            |            |           |           |  |
|  | B                | Tucumán             |                  |              |         |             |             |             |  |            |            |           |           |  |
|  | G                | Chubut              | 0                |              |         |             |             |             |  |            |            |           |           |  |
|  | G                | Chubut              | 0                |              | Tucumán | Tucumán     | 7           |             |  |            |            |           |           |  |
|  |                  |                     |                  |              | Tucumán | Tucumán     | 7           |             |  |            |            |           |           |  |
|  |                  |                     | Buenos Aires     | Buenos Aires | 14      |             |             |             |  |            |            |           |           |  |
|  | C                | Sgo. del Estero     | Buenos Aires     | Buenos Aires | 14      | 7           |             |             |  |            |            |           |           |  |
|  | C                | Sgo. del Estero     |                  |              |         |             |             |             |  |            |            |           |           |  |
|  | F                | Buenos Aires (t.e.) | 12               |              |         |             |             |             |  |            |            |           |           |  |
|  | F                | Buenos Aires (t.e.) | 12               |              |         |             |             |             |  |            |            |           |           |  |
|  |                  |                     |                  |              |         |             |             |             |  |            |            |           |           |  |

### Copa de Plata
|  | Cuartos de final | Cuartos de final | Cuartos de final |         |          | Semifinales | Semifinales | Semifinales |  |         | Final Plata | Final Plata | Final Plata |  |
|  |                  |                  |                  |         |          |             |             |             |  |         |             |             |             |  |
|  |                  |                  |                  |         |          |             |             |             |  |         |             |             |             |  |
|  | Córdoba          | Córdoba          | 47               |         |          |             |             |             |  |         |             |             |             |  |
|  | Córdoba          | Córdoba          | 47               |         |          |             |             |             |  |         |             |             |             |  |
|  | Sur              | Sur              | 0                |         |          |             |             |             |  |         |             |             |             |  |
|  | Sur              | Sur              | 0                |         | Córdoba  | Córdoba     | 26          |             |  |         |             |             |             |  |
|  |                  |                  |                  |         | Córdoba  | Córdoba     | 26          |             |  |         |             |             |             |  |
|  |                  |                  | Rosario          | Rosario | 7        |             |             |             |  |         |             |             |             |  |
|  | Rosario          | Rosario          | Rosario          | Rosario | 7        | 14          |             |             |  |         |             |             |             |  |
|  | Rosario          | Rosario          |                  |         |          |             |             |             |  |         |             |             |             |  |
|  | Uruguay          | Uruguay          | 12               |         |          |             |             |             |  |         |             |             |             |  |
|  | Uruguay          | Uruguay          | 12               |         |          |             |             |             |  | Córdoba | Córdoba     | 28          |             |  |
|  |                  |                  |                  |         |          |             |             |             |  | Córdoba | Córdoba     | 28          |             |  |
|  |                  |                  | Cuyo             | Cuyo    | 0        |             |             |             |  |         |             |             |             |  |
|  | Mar del Plata    | Mar del Plata    | Cuyo             | Cuyo    | 0        | 12          |             |             |  |         |             |             |             |  |
|  | Mar del Plata    | Mar del Plata    |                  |         |          |             |             |             |  |         |             |             |             |  |
|  | San Juan         | San Juan         | 14               |         |          |             |             |             |  |         |             |             |             |  |
|  | San Juan         | San Juan         | 14               |         | San Juan | San Juan    | 7           |             |  |         |             |             |             |  |
|  |                  |                  |                  |         | San Juan | San Juan    | 7           |             |  |         |             |             |             |  |
|  |                  |                  | Cuyo             | Cuyo    | 15       |             |             |             |  |         |             |             |             |  |
|  | Cuyo             | Cuyo             | Cuyo             | Cuyo    | 15       | 10          |             |             |  |         |             |             |             |  |
|  | Cuyo             | Cuyo             |                  |         |          |             |             |             |  |         |             |             |             |  |
|  | Tierra del Fuego | Tierra del Fuego | 0                |         |          |             |             |             |  |         |             |             |             |  |
|  | Tierra del Fuego | Tierra del Fuego | 0                |         |          |             |             |             |  |         |             |             |             |  |
|  |                  |                  |                  |         |          |             |             |             |  |         |             |             |             |  |

### Copa de Bronce
|  | Cuartos de final | Cuartos de final | Cuartos de final |               |          | Semifinales | Semifinales | Semifinales |  |                 | Final Bronce    | Final Bronce | Final Bronce |  |
|  |                  |                  |                  |               |          |             |             |             |  |                 |                 |              |              |  |
|  |                  |                  |                  |               |          |             |             |             |  |                 |                 |              |              |  |
|  | Paraguay         | Paraguay         | 22               |               |          |             |             |             |  |                 |                 |              |              |  |
|  | Paraguay         | Paraguay         | 22               |               |          |             |             |             |  |                 |                 |              |              |  |
|  | Andina           | Andina           | 0                |               |          |             |             |             |  |                 |                 |              |              |  |
|  | Andina           | Andina           | 0                |               | Paraguay | Paraguay    | 20          |             |  |                 |                 |              |              |  |
|  |                  |                  |                  |               | Paraguay | Paraguay    | 20          |             |  |                 |                 |              |              |  |
|  |                  |                  | Jujuy            | Jujuy         | 10       |             |             |             |  |                 |                 |              |              |  |
|  | Jujuy            | Jujuy            | Jujuy            | Jujuy         | 10       | 24          |             |             |  |                 |                 |              |              |  |
|  | Jujuy            | Jujuy            |                  |               |          |             |             |             |  |                 |                 |              |              |  |
|  | San Luis         | San Luis         | 19               |               |          |             |             |             |  |                 |                 |              |              |  |
|  | San Luis         | San Luis         | 19               |               |          |             |             |             |  | Paraguay (t.e.) | Paraguay (t.e.) | 17           |              |  |
|  |                  |                  |                  |               |          |             |             |             |  | Paraguay (t.e.) | Paraguay (t.e.) | 17           |              |  |
|  |                  |                  | Chile            | Chile         | 12       |             |             |             |  |                 |                 |              |              |  |
|  | Chile            | Chile            | Chile            | Chile         | 12       | 45          |             |             |  |                 |                 |              |              |  |
|  | Chile            | Chile            |                  |               |          |             |             |             |  |                 |                 |              |              |  |
|  | Misiones         | Misiones         | 0                |               |          |             |             |             |  |                 |                 |              |              |  |
|  | Misiones         | Misiones         | 0                |               | Chile    | Chile       | 37          |             |  |                 |                 |              |              |  |
|  |                  |                  |                  |               | Chile    | Chile       | 37          |             |  |                 |                 |              |              |  |
|  |                  |                  | Lagos del Sur    | Lagos del Sur | 7        |             |             |             |  |                 |                 |              |              |  |
|  | Lagos del Sur    | Lagos del Sur    | Lagos del Sur    | Lagos del Sur | 7        | 33          |             |             |  |                 |                 |              |              |  |
|  | Lagos del Sur    | Lagos del Sur    |                  |               |          |             |             |             |  |                 |                 |              |              |  |
|  | Oeste            | Oeste            | 7                |               |          |             |             |             |  |                 |                 |              |              |  |
|  | Oeste            | Oeste            | 7                |               |          |             |             |             |  |                 |                 |              |              |  |
|  |                  |                  |                  |               |          |             |             |             |  |                 |                 |              |              |  |

### Posicionamiento (25.°-28.°)
|  | Semifinales  | Semifinales  | Semifinales  |              |      | Final 25.° puesto | Final 25.° puesto | Final 25.° puesto |  |
|  |              |              |              |              |      |                   |                   |                   |  |
|  |              |              |              |              |      |                   |                   |                   |  |
|  | Alto Valle   | Alto Valle   | 14           |              |      |                   |                   |                   |  |
|  | Alto Valle   | Alto Valle   | 14           |              |      |                   |                   |                   |  |
|  | Perú         | Perú         | 15           |              |      |                   |                   |                   |  |
|  | Perú         | Perú         | 15           |              | Perú | Perú              | 14                |                   |  |
|  |              |              |              |              | Perú | Perú              | 14                |                   |  |
|  |              |              | Entre Ríos B | Entre Ríos B | 21   |                   |                   |                   |  |
|  | Entre Ríos B | Entre Ríos B | Entre Ríos B | Entre Ríos B | 21   | 29                |                   |                   |  |
|  | Entre Ríos B | Entre Ríos B |              |              |      | 29                |                   |                   |  |
|  | Formosa      | Formosa      | 7            |              |      |                   |                   |                   |  |
|  | Formosa      | Formosa      | 7            |              |      |                   |                   |                   |  |
|  |              |              |              |              |      |                   |                   |                   |  |

## Tabla de posiciones
Las posiciones finales al terminar el campeonato:
| 1.°  | Buenos Aires     | 6 | 0 | 0 | 131 | 28  | +103 |
| 2.°  | Entre Ríos       | 5 | 0 | 1 | 109 | 67  | +42  |
| 3.°  | Tucumán          | 4 | 0 | 1 | 107 | 31  | +76  |
| 4.°  | Salta            | 4 | 0 | 1 | 100 | 41  | +59  |
| 5.°  | Sgo. del Estero  | 3 | 0 | 1 | 89  | 41  | +48  |
| 6.°  | Santa Fe         | 3 | 0 | 1 | 86  | 29  | +57  |
| 7.°  | Chubut           | 2 | 1 | 1 | 68  | 69  | -1   |
| 8.°  | Nordeste         | 2 | 1 | 1 | 86  | 43  | +43  |
| 9.°  | Córdoba          | 5 | 0 | 1 | 220 | 47  | +173 |
| 10.° | Cuyo             | 4 | 0 | 2 | 116 | 61  | +55  |
| 11.° | Rosario          | 3 | 0 | 2 | 87  | 78  | +9   |
| 12.° | San Juan         | 2 | 0 | 3 | 78  | 61  | +17  |
| 13.° | Sur              | 1 | 0 | 3 | 24  | 78  | -54  |
| 14.° | Uruguay          | 2 | 0 | 2 | 50  | 36  | +14  |
| 15.° | Tierra del Fuego | 2 | 0 | 2 | 26  | 34  | -8   |
| 16.° | Mar del Plata    | 2 | 0 | 2 | 117 | 41  | +76  |
| 17.° | Paraguay         | 4 | 0 | 2 | 104 | 95  | +9   |
| 18.° | Chile            | 3 | 0 | 3 | 133 | 102 | +31  |
| 19.° | Jujuy            | 2 | 0 | 3 | 53  | 120 | -67  |
| 20.° | Lagos del Sur    | 2 | 0 | 3 | 59  | 112 | -53  |
| 21.° | San Luis         | 1 | 0 | 3 | 43  | 98  | -55  |
| 22.° | Andina           | 0 | 0 | 4 | 19  | 127 | -108 |
| 23.° | Misiones         | 0 | 0 | 4 | 36  | 132 | -96  |
| 24.° | Oeste            | 0 | 0 | 4 | 49  | 164 | -115 |
| 25.° | Entre Ríos B     | 2 | 0 | 3 | 55  | 66  | -11  |
| 26.° | Perú             | 1 | 0 | 4 | 51  | 155 | -104 |
| 27.° | Alto Valle       | 0 | 0 | 4 | 28  | 66  | -38  |
| 28.° | Formosa          | 0 | 0 | 4 | 12  | 124 | -112 |

|  | Campeón Copa de Oro.    |
|  | Campeón Copa de Plata.  |
|  | Campeón Copa de Bronce. |

|                      |
| Buenos Aires Campeón |
| Duodécimo título     |